# خط عرض 35° جنوب

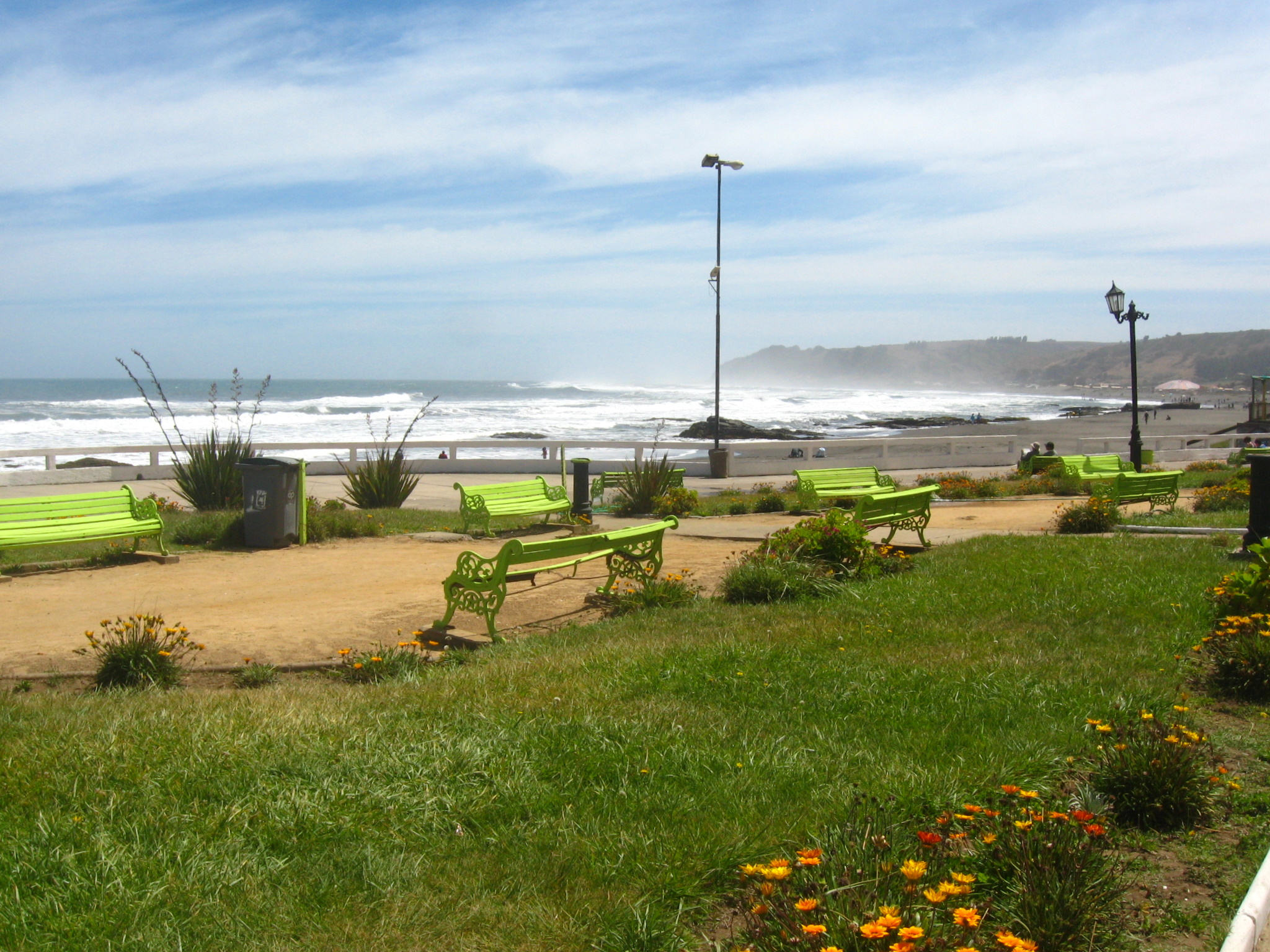
بلازا دي إيلوكا

خط عرض 35° جنوب هي إحدى دوائر العرض الجغرافية، وهي دوائر وهمية تحيط بالكرة الأرضية، وموازية لخط الاستواء، وتتميز هذه الدائرة بأن الأراضي الواقعة عليها تنتمي للمنطقة المعتدلة الدفيئة.

## حول العالم
خط عرض 35° جنوب يبدأ من خط الزوال الأولي ويتجه شرقا ويمر عبر:
| الإحداثيات                           | البلد أو الإقليم أو البحر | ملاحظات |
| ------------------------------------ | ------------------------- | --- |
| 35°0′S 0°0′E / 35.000°S 0.000°E      | المحيط الأطلسي            | |
| 35°0′S 20°0′E / 35.000°S 20.000°E    | المحيط الهندي             | مرورا بجنوب رأس أقولاس, جنوب إفريقيا                                                                                         |
| 35°0′S 116°28′E / 35.000°S 116.467°E | أستراليا                  | أستراليا الغربية |
| 35°0′S 118°12′E / 35.000°S 118.200°E | المحيط الهندي             | |
| 35°0′S 135°56′E / 35.000°S 135.933°E | أستراليا                  | جنوب أستراليا - Eyre Peninsula وThistle Island                                                                               |
| 35°0′S 136°10′E / 35.000°S 136.167°E | خليج سبنسر                | |
| 35°0′S 136°58′E / 35.000°S 136.967°E | أستراليا                  | جنوب أستراليا - شبه جزيرة يوركي                                                                                              |
| 35°0′S 137°45′E / 35.000°S 137.750°E | خليج سانت فنسنت           | |
| 35°0′S 138°30′E / 35.000°S 138.500°E | أستراليا                  | جنوب أستراليا - مرورا بجنوب أديلايد فيكتوريا (أستراليا) نيوساوث ويلز                                                         |
| 35°0′S 150°47′E / 35.000°S 150.783°E | المحيط الهادئ             | بحر تسمان |
| 35°0′S 173°9′E / 35.000°S 173.150°E  | نيوزيلندا                 | الجزيرة الشمالية (نيوزيلندا)                                                                                                 |
| 35°0′S 173°57′E / 35.000°S 173.950°E | المحيط الهادئ             | |
| 35°0′S 72°11′W / 35.000°S 72.183°W   | تشيلي                     | |
| 35°0′S 70°21′W / 35.000°S 70.350°W   | الأرجنتين                 | The parallel defines the border between قرطبة (محافظة) ولا بامبا (محافظة)                                                    |
| 35°0′S 57°35′W / 35.000°S 57.583°W   | المحيط الأطلسي            | ريو دي لا بلاتا (نهر) estuary - مرورا بجنوب مونتفيدو, الأوروغواي · Passing between بونتا دل إيستي وIsla de Lobos, الأوروغواي |